# Выборы в Антигуа и Барбуде
Выборы в Антигуа и Барбуде проходят в рамках парламентской демократии.

## Избирательная система
Закон о выборах в стране был принят 31 октября 1975 года, и в последний раз в него вносились поправки в 2002 году. За выборами наблюдает Управление по надзору за выборами и Избирательная комиссия, которая была создана в 2002 году. Избирательная комиссия состоит из пяти членов, назначаемых генерал-губернатором: три, включая председателя комиссии, назначаются им по рекомендации премьер-министра и два — по рекомендации лидера парламентской Оппозиции.

## Палата представителей
Палата представителей состоит из 17 избранных и двух неизбираемых (ex officio) членов, генерального прокурора и спикера. Выборы в палату проводятся каждые пять лет, но в случае роспуска парламента премьер-министром могут быть проведены досрочные выборы. Дополнительные выборы должны быть проведены в течение 120 дней после того, как освободится депутатское место.
Члены Палаты представителей избираются в одномандатных округах. Избирательным правом обладают граждане Антигуа и Барбуды и граждане стран Содружества наций, которые проживали в стране не менее трёх и не менее месяца до даты голосования в данном избирательном округе, достигшие 18 лет.
Кандидаты должны быть не моложе 21 года, граждане страны и проживать в стране не менее года до выборов. Они также должны уметь говорить и (кроме слепых) уметь читать по-английски с «достаточным уровнем владения». Не имеют права избираться следующие категории: лица с двойным гражданством, лица с непогашенным банкротством, те, кто находился в заключении более года или совершил избирательные правонарушения в течение предыдущих десяти лет, сумасшедшие, а также приговорённые к смертной казни.

## Сенат
Сенат состоит из 17 членов, назначаемых генерал-губернатором: одиннадцать по рекомендации премьер-министра, четыре по рекомендации лидера парламентской Оппозиции, один по рекомендации Совета Барбуды и один по усмотрению генерал-губернатора.

## История выборов
Всеобщее избирательное право было введено в стране в 1951 году, хотя в 1950-х годах для голосования было зарегистрировано менее 20 % населения. Первые выборы, проведённые в рамках этой системы, привели к победе Лейбористской партией, которая получила все 8 мест парламента того времени. Лейбористы доминировала в политике Антигуа, выиграв все места на выборах 1956, 1960 и 1965 годов. В этот период явка избирателей оставалась низкой, упав до 38 % на выборах 1960 года. Хотя они потерпели поражение от Прогрессивного рабочего движения в 1971 году, партия вернула себе власть в 1976 году и оставалась правящей партией до 2004 года под руководством Вира Берда, а затем его сына Лестера Бёрда. В этот период выборы не считались ни свободными, ни справедливыми. После смены лидера Лейбористской партии перед выборами 1994 года Лестер Бёрд обещал бороться с коррупцией. Однако выборы 1994 года остались несвободными, без гарантии тайного голосования, без регистрации избирателей и открытыми для злоупотреблений. Продолжающиеся нарушения на выборах 1999 года были отмечены группой наблюдателей Содружества, которая рекомендовала создать независимую Избирательную комиссию и круглогодичную регистрацию для участия в выборах. Комиссия была создана в 2001 году, и второй период господства Лейбористской партии закончился поражением на выборах 2004 года и приходом к власти Объединённой прогрессивной партии, которая обеспечила себе победу и на следующих выборах 2009 года. Однако на всеобщих выборах 2014 года Лейбористская партия получила 14 из 17 мест, в то время как правящая ОПП получила лишь три места. На выборах 2018 года, лейбористы вновь получили большинство депутатских мест.